# Anséric II de Chacenay
Anséric II de Chacenay (né vers 1090, † vers 1137) est seigneur de Chacenay en Champagne. Il est le fils de Milon de Montréal, seigneur de Montréal et de Chacenay et de Alix ou Adélaïde (famille d'origine inconnue).

## Biographie
À la mort de leur père, son frère aîné, Hugues de Montréal, hérite de la seigneurie de Montréal et Anséric hérite de celle de Chacenay.
En 1111, il accompagne le comte de Champagne Hugues Ier de Champagne qui se porte au secours de son neveu Thibaut, alors en révolte contre le roi de France Louis VI le Gros. Mais la coalition avec Henri Ier, roi d'Angleterre et duc de Normandie, fut finalement vaincue par les capétiens.

## Mariage et enfants
Vers 1113, il épouse Hombeline (famille d'origine inconnue, peut-être a-t-elle épousé en secondes noces Gautier II de Brienne, dans ce cas elle pourrait être Hombeline de Baudement, fille d'André de Baudement et d'Agnès de Braine). Ils eurent quatre enfants connus :
- Pétronille de Chacenay, qui épouse Gui, comte de Bar-sur-Seine  ;
- Jacques Ier de Chacenay, qui succède à son père ;
- Anséric de Chacenay, seigneur de Fays ;
- Thomas de Chacenay, moine à l'abbaye de Clairvaux, ensuite prieur puis abbé à l'abbaye de Molesme, et qui démissionna.

## Sources
- Marie Henry d'Arbois de Jubainville, Histoire des Ducs et Comtes de Champagne, 1865.
- Aubert, Dictionaire de la Noblesse, Vol. 5, pp. 7–8 ; avec blasonements. ().
- Lucien Coutant, Notice historique et généalogique de la terre et baronnie de Chacenay (lire en ligne).
- Charles Lalore, Les sires et les barons de Chacenay (lire en ligne).
- Johannes Baptista Rietstap, Armorial général: précédé d'un dictionnaire des termes du blason, p. 407. Chassagne (de la) - Bourg.  D’azur au lion d’or, lamp. de gu. ().